# ネーデルラント室内管弦楽団
ネーデルラント室内管弦楽団またはオランダ室内管弦楽団（オランダ語: Nederlands Kamerorkest）は、オランダ・アムステルダムを本拠地とする室内オーケストラである。

## 沿革
1955年にシモン・ゴールドベルクを中心として設立。1985年に「アムステルダム・フィルハーモニー管弦楽団」（Amsterdams Philharmonisch Orkest)と「ユトレヒト交響楽団」（Utrechts Symfonie Orkest）とが合併し、ネーデルラント・フィルハーモニー管弦楽団となるが、「ネーデルラント室内管弦楽団」の名称で引き続き活動を行っている。
コンサート活動が中心であるが、ネーデルラント・フィルハーモニーとともにネーデルラント・オペラのピットに多く入る楽団である。

## 指揮者・楽団構成・メンバー
かつて指揮を務めた主要な指揮者としては、ゴールドベルク、デイヴィッド・ジンマン、アントニ・ロス＝マルバらがいる。合併後はネーデルランド・フィルと兼任でハルトムート・ヘンヒェンが首席指揮者を務めた。2003年から同じく兼任でヤコフ・クライツベルクが首席指揮者に就任した。2011年にクライツベルクが病没したため、2011/12年のシーズンからマルク・アルブレヒトが就任した。またフィリップ・アントルモンが客演指揮者を務める。なお、2004年にコンサートマスターのゴルダン・ニコリッチが音楽監督に任命されている。

### 首席指揮者
- 1955～1979年：シモン・ゴールドベルク
- 1979～1986年：アントニ・ロス＝マルバ(Antoni Ros-Marbà)
- 1986～2002年：ハルトムート・ヘンヒェン
- 2003～2011年：ヤコフ・クライツベルク
- 2011～2020年：マルク・アルブレヒト
- 2021年～：ロレンツォ・ヴィオッティ（英語版）(Lorenzo Viotti)

## 録音・録音活動
主なレコーディングは、レオポルト・ハーガー指揮・ジャン＝ジャック・カントロフあるいはユリア・フィッシャーの独奏によるモーツァルトのヴァイオリン協奏曲全集、ゴールドベルクの独奏でJ・S・バッハのヴァイオリン協奏曲集、ジンマン指揮でJ・C・バッハのシンフォニア集などがある。